# Nyevelszk
Nyevelszk (oroszul: Невельск, japánul: Honto, 本斗) kikötőváros Szahalin szigetének délnyugati partján, 123 km-re Juzsno-Szahalinszktól; Oroszország Szahalini területén a Nyevelszki járás székhelye.

## Története
A mai Nyevelszk területén oroszok hoztak létre kereskedőtelepet 1789-ben. A 19. század első felében a terület feletti befolyásért folyamatosan vetélkedtek a japánok és az oroszok. Az 1855-ben kötött orosz–japán szerződés értelmében Szahalin déli felével együtt Japánhoz került, és a település a Honto nevet kapta.
A település 1875-ben a szentpétervári békeszerződés révén Oroszországhoz került, amikor a Kuril-szigeteket Japánhoz csatolták, cserébe viszont az egész Szahalin orosz fennhatóság alá került. Az orosz–japán háború nyomán 1905-ben újra Japán része lett.
Szahalin első jégmentes kikötőjét 1916 és 1927 között itt építették meg, és a település a helyi halászipar központjaként fejlődött.
A második világháború végén a szovjet hadsereg elfoglalta Szahalint és a Kuril-szigeteket. A települést Gennagyij Ivanovics Nyevelszkoj admirálisról nevezték el, aki orosz részről először hajózta körül Szahalint. Városi rangot 1947-ben kapott. 
A várost 2007-ben súlyos földrengés rázta meg, kétezer embert hajléktalanná téve.

## Lakosságának alakulása
| 1925 | 4950   |  |
| 1935 | 6869   |  |
| 1959 | 19 869 |  |
| 1967 | 22 000 |  |
| 1970 | 20 726 |  |
| 1979 | 23 469 |  |
| 1989 | 24 236 |  |
| 1992 | 24 800 |  |
| 1996 | 22 800 |  |
| 1998 | 21 700 |  |
| 2000 | 20 600 |  |
| 2001 | 20 100 |  |
| 2002 | 18 639 |  |
| 2003 | 18 600 |  |
| 2005 | 17 800 |  |
| 2006 | 17 400 |  |
| 2007 | 17 000 |  |
| 2008 | 16 700 |  |
| 2009 | 14 664 |  |
| 2010 | 11 682 |  |
| 2011 | 11 598 |  |
| 2012 | 11 228 |  |
| 2013 | 10 965 |  |
| 2014 | 10 722 |  |
| 2015 | 10 603 |  |

## Éghajlat
Nyevelszkben nedves kontinentális éghajlat uralkodik (a Köppen-féle klímarendszer szerint), hideg telekkel és meleg nyarakkal, bőséges csapadékkal. Az uralkodó szelek  a Japán-tenger felől fújnak, az aleuti alacsony nyomás hatására.

## Fordítás
- Ez a szócikk részben vagy egészben a Nevelsk című angol Wikipédia-szócikk ezen változatának fordításán alapul.  Az eredeti cikk szerkesztőit annak laptörténete sorolja fel. Ez a jelzés csupán a megfogalmazás eredetét és a szerzői jogokat jelzi, nem szolgál a cikkben szereplő információk forrásmegjelöléseként.